# Most valuable player van het jaar (basketbal België)
Most valuable player van het jaar of MVP van het jaar is een prijs in het Belgische basketbal die gegeven wordt aan de beste speler van de hoogste Belgische basketbalklasse. De prijs wordt uitgedeeld aan het eind van het seizoen. Het referendum voor deze verkiezing wordt sinds 2001 georganiseerd door Le Soir. In 2018 ging de prijs samen verder met de Ster van de coaches die werd uitgereikt door Het Nieuwsblad.

## Winnaars

### Mannen
| Seizoen | Winnaar                                                                                | Pos.                                                                                   | Nationaliteit                                                                          | Club                                                                                   | Ref.  |
| ------- | -------------------------------------------------------------------------------------- | -------------------------------------------------------------------------------------- | -------------------------------------------------------------------------------------- | -------------------------------------------------------------------------------------- | ----- |
| 2000–01 | Virginijus Praskevicius                                                                |                                                                                        | Litouwen                                                                               | Telindus Oostende                                                                      |       |
| 2001–02 | Ralph Biggs                                                                            |                                                                                        | Verenigde Staten                                                                       | Telindus Oostende                                                                      |       |
| 2002–03 | Marcus Faison                                                                          |                                                                                        | Verenigde Staten                                                                       | Spirou Charleroi                                                                       |       |
| 2003–04 | Andre Riddick                                                                          |                                                                                        | Verenigde Staten                                                                       | Spirou Charleroi                                                                       |       |
| 2004–05 | Marcus Faison                                                                          |                                                                                        | Verenigde Staten                                                                       | Spirou Charleroi                                                                       |       |
| 2005–06 | George Evans                                                                           |                                                                                        | Verenigde Staten                                                                       | Dexia Mons-Hainaut                                                                     |       |
| 2006–07 | Len Matela                                                                             |                                                                                        | Verenigde Staten                                                                       | Antwerp Giants                                                                         |       |
| 2007–08 | D'Or Fischer                                                                           |                                                                                        | Verenigde Staten                                                                       | Basket Bree                                                                            | [ 1 ] |
| 2008–09 | Matt Lojeski                                                                           | SG                                                                                     | Verenigde Staten                                                                       | Okapi Aalstar                                                                          |       |
| 2009–10 | William Thomas                                                                         |                                                                                        | Verenigde Staten                                                                       | Liège Basket                                                                           |       |
| 2010–11 | Demond Mallet                                                                          | PG                                                                                     | Verenigde Staten                                                                       | Spirou Charleroi                                                                       |       |
| 2011–12 | Chris Copeland                                                                         |                                                                                        | Verenigde Staten                                                                       | Okapi Aalstar                                                                          | [ 2 ] |
| 2012–13 | Matt Lojeski                                                                           | SG                                                                                     | Verenigde Staten                                                                       | Telenet Oostende                                                                       |       |
| 2013–14 | Dušan Đorđević                                                                         | SG/PG                                                                                  | Servië                                                                                 | Telenet Oostende                                                                       | [ 3 ] |
| 2014–15 | Dušan Đorđević                                                                         | SG/PG                                                                                  | Servië                                                                                 | Telenet Oostende                                                                       | [ 4 ] |
| 2015–16 | Ioana Tofi                                                                             | C/PF                                                                                   | Verenigde Staten                                                                       | Okapi Aalstar                                                                          | [ 5 ] |
| 2016–17 | Jason Clark                                                                            | SG                                                                                     | Verenigde Staten                                                                       | Antwerp Giants                                                                         | [ 6 ] |
| 2017–18 | Jean Salumu                                                                            | SF                                                                                     | België                                                                                 | BC Oostende                                                                            | [ 7 ] |
| 2018–19 | Paris Lee                                                                              | PG                                                                                     | Verenigde Staten                                                                       | Antwerp Giants                                                                         | [ 8 ] |
| 2019-20 | Niet uitgereikt door de coronacrisis, maar wel een Ster van de coaches: Hugh Robertson | Niet uitgereikt door de coronacrisis, maar wel een Ster van de coaches: Hugh Robertson | Niet uitgereikt door de coronacrisis, maar wel een Ster van de coaches: Hugh Robertson | Niet uitgereikt door de coronacrisis, maar wel een Ster van de coaches: Hugh Robertson |       |
| 2020-21 | Vladimir Mihailovic                                                                    |                                                                                        | Montenegro                                                                             | Okapi Aalstar                                                                          |       |
| 2021-22 | Levi Randolph                                                                          |                                                                                        | Verenigde Staten                                                                       | BC Oostende                                                                            |       |
| 2022-23 | Brian Fobbs                                                                            | PG                                                                                     | Verenigde Staten                                                                       | Kangoeroes Mechelen                                                                    |       |

### Vrouwen
| Seizoen | Winnaar              | Pos. | Nationaliteit    | Club                    | Ref.  |
| ------- | -------------------- | ---- | ---------------- | ----------------------- | ----- |
| 2017–18 | Celeste Trahan-Davis | C    | Verenigde Staten | Castors Braine          | [ 7 ] |
| 2018–19 | Laure Resimont       | PF   | België           | BC Sint-Katelijne-Waver | [ 8 ] |